# Mohelbuch
Bei einem Mohelbuch handelt es sich um ein Buch, in dem der Mohel die von ihm nach jüdischem Ritus durchgeführten Beschneidungen (Brit Mila) aufzeichnet. Diese kleinen Bücher spielen auch in der Ahnenforschung eine wichtige Rolle.

## Verwendung und Format
Die ersten Seiten eines Mohelbuchs sind normalerweise den besonderen Gebeten gewidmet, die während der Brit Mila gesprochen werden. Auf den übrigen Seiten werden die Details der Beschneidungen festgehalten, in der Regel der Ort, das Datum und der Name des Jungen, der beschnitten wurde.
Mohelim wählten für diesen Zweck oft kleinere Bücher, damit sie leicht mitgenommen werden konnten. Oft verzierten sie die Bücher und Titelblätter so, dass sie wie mittelalterliche Manuskripte aussahen. Ab dem 18. Jahrhundert wurden leere Mohelbücher speziell für Beschneidungseinträge gedruckt. Heute sind die Einträge in der Regel digital, und auch bestehende Mohelbücher werden digitalisiert.

## Bedeutung für die genealogische Forschung
Während Geburten in christlichen Familien in den  Taufbüchern der christlichen Gemeinden dokumentiert wurden, wurden jüdische Geburten nicht systematisch erfasst. In Mitteleuropa wurden staatliche Geburtsregister,  mit Ausnahme Frankreichs, erst nach 1876 eingeführt. Zuvor waren die jüdischen Friedhöfe und Mohelbücher die zuverlässigsten Aufzeichnungen über jüdische Familiennamen und Orte. Diese Bücher befanden sich jedoch häufig in Privatbesitz, so dass sie für Wissenschaftler und Familien, die Ahnenforschung betrieben, nur schwer zugänglich waren.
Mohelbücher in Kombination mit Friedhöfen und Ortsnamen können einen Überblick über die Bewegungen der Juden in Europa im Mittelalter und in späteren Jahrhunderten geben.

## Bekannte historische Exemplare
- Mohelbuch von Henri Levaillant-Guggenheim aus Hegenheim (Elsass, Frankreich) mit Einträgen von 1868 bis 1914, Schweiz und Elsass.
- Mohelbuch von Lazarus Lieber Dreyfus aus Endingen (Aargau, Schweiz) mit Einträgen von 1827 bis 1863.
- Mohelbuch von Meir Bar Jehuda, genannt Leib Ditesheim von Hegenheim (Elsass, Frankreich) mit Einträgen von 1805 bis 1849, Schweiz und Elsass.
- Mohelbuch von Moses Salomon Dreyfus aus Endingen (Aargau, Switzerland) mit Einträgen von 1823 bis 1871.
- Mohelbuch von Baruch Bloch aus Randegg (Österreich) mit Einträgen von 1828 bis 1881.
- Mohelbuch mit Einträgen von 1751 bis 1847, Oberrhein.
- Mohelbuch von Jacob Ulmo aus Pfersee bei Augsburg (Deutschland), mit Einträgen von 1784/85 bis 1792.
- Mohelbuch der Vorfahren von Susi Guggenheim-Weil aus Gailingen, 18. Jahrhundert.

## Galerie

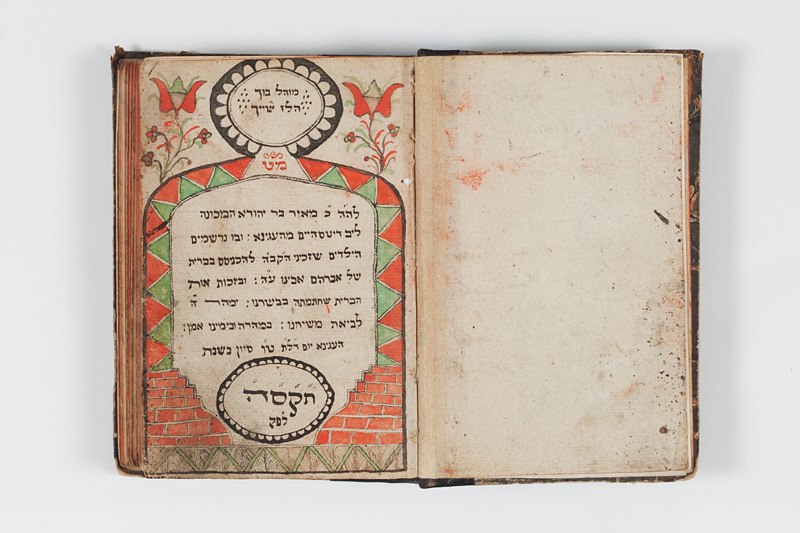
Mohelbuch von Leib Ditesheim von Hegenheim, datiert von 1805 bis 1849, in der Sammlung des Jüdischen Museums der Schweiz.
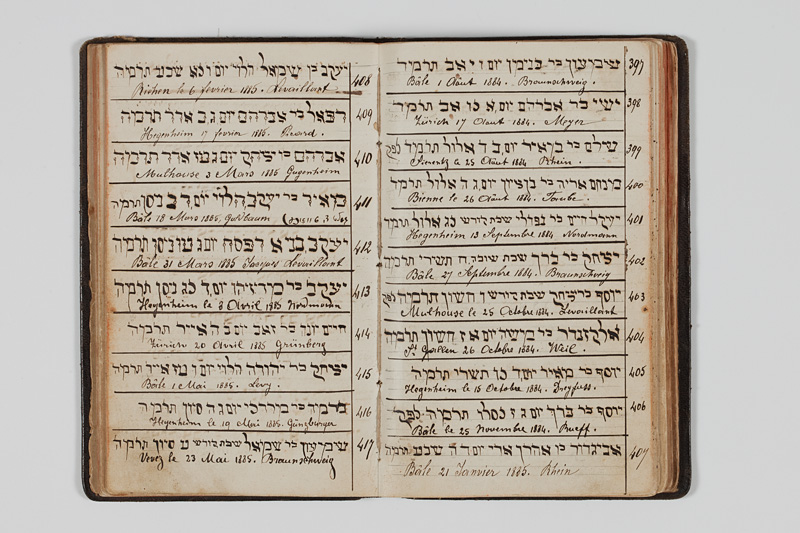
Mohelbuch von Henri Levaillant-Guggenheim aus Hegenheim (Elsass, Frankreich) mit Einträgen von 1868 bis 1914, Schweiz und Elsass.
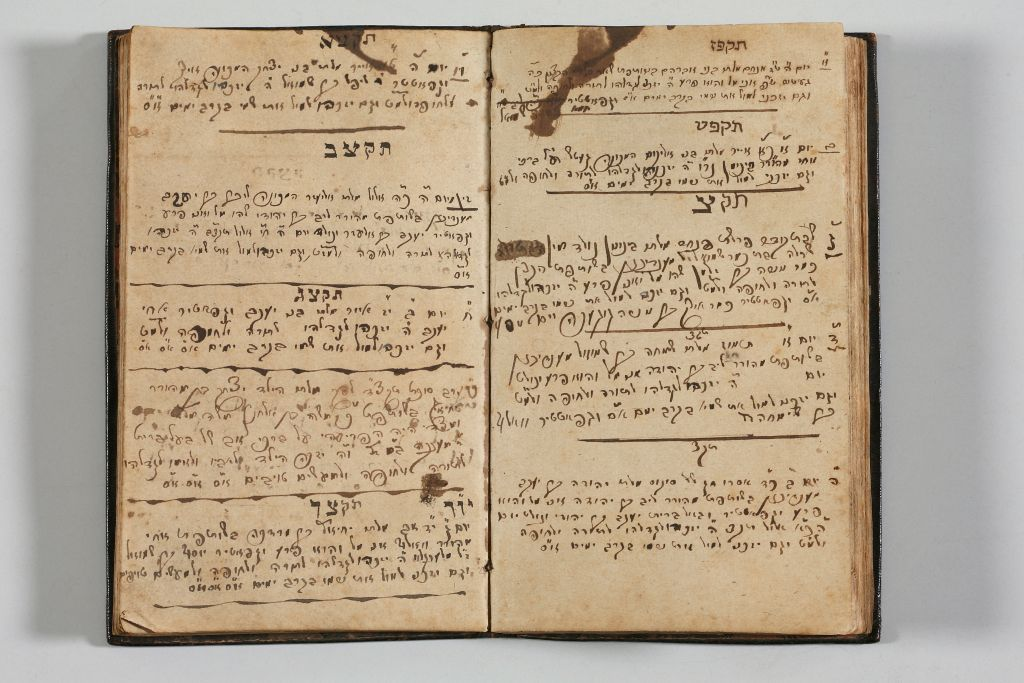
Mohelbuch von Lazarus Lieber Dreyfus aus Endingen (Aargau, Schweiz) mit Einträgen von 1827 bis 1863.
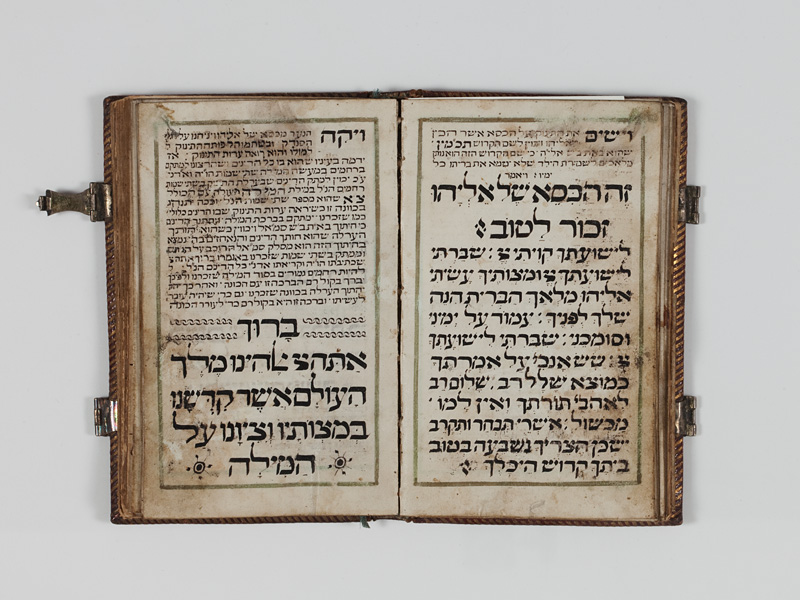
Mohelbuch mit Einträgen von 1751 bis 1847, Oberrhein.